# Bosanska Krupa

Bosanska Krupa

Bosanska Krupa (en cyrillique Босанска Крупа) est une ville et une municipalité de Bosnie-Herzégovine située dans le canton d'Una-Sana et dans la fédération de Bosnie-et-Herzégovine. Selon les premiers résultats du recensement bosnien de 2013, la ville intra muros compte 11 514 habitants et la municipalité 29 659.

## Géographie

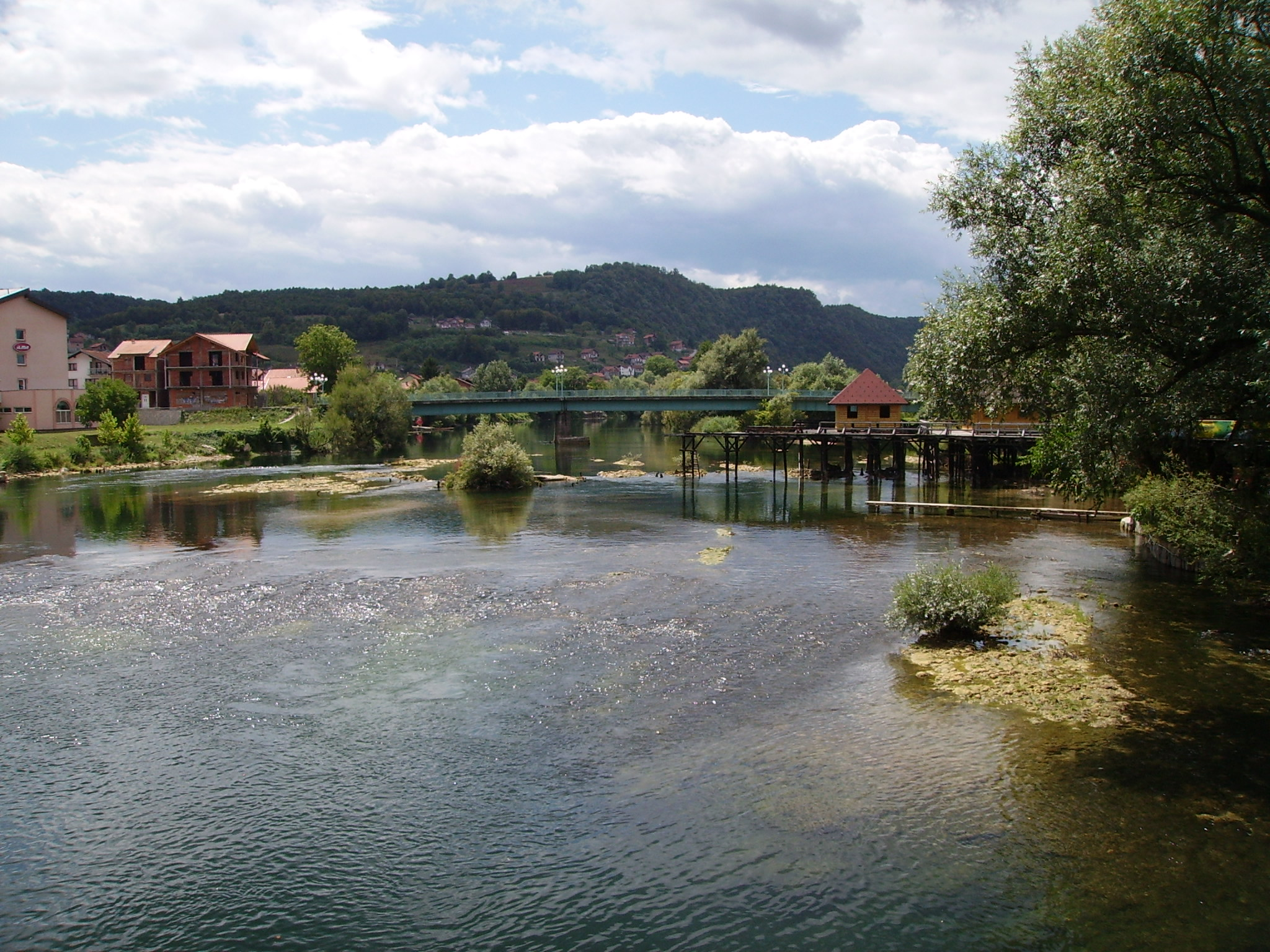
La rivière Una à Bosanska Krupa

Bosanska Krupa est située au nord-ouest de la Bosnie-Herzégovine, sur les bords de l'Una. Elle se trouve à 30 km au nord-est de Bihać et à 350 km de Sarajevo.
La municipalité de Bosanska Krupa est entourée par celles de Bihać, Cazin, Bužim, Bosanski Petrovac, Sanski Most, toutes situées dans la fédération de Bosnie-et-Herzégovine, ainsi que par celles de Krupa na Uni et de Novi Grad (Bosanski Novi) en république serbe de Bosnie et celle de Dvor en Croatie.

## Histoire
La ville de Bosanska Krupa conserve les vestiges d'une forteresse construite au XIIIe siècle sur le bord de la rivière Una. Détruite par les Ottomans, elle a été reconstruite 1783 et 1816. On trouve également les vestiges d'un château médiéval au village de Bosanska Otoka ; situé à 10 km en aval, il est mentionné pour la première fois en 1264.
En janvier 1943, la Wehrmacht exécuta en public, par pendaison, Lepa Svetozara Radić, une jeune femme de 17 ans, membre des Partisans yougoslaves.

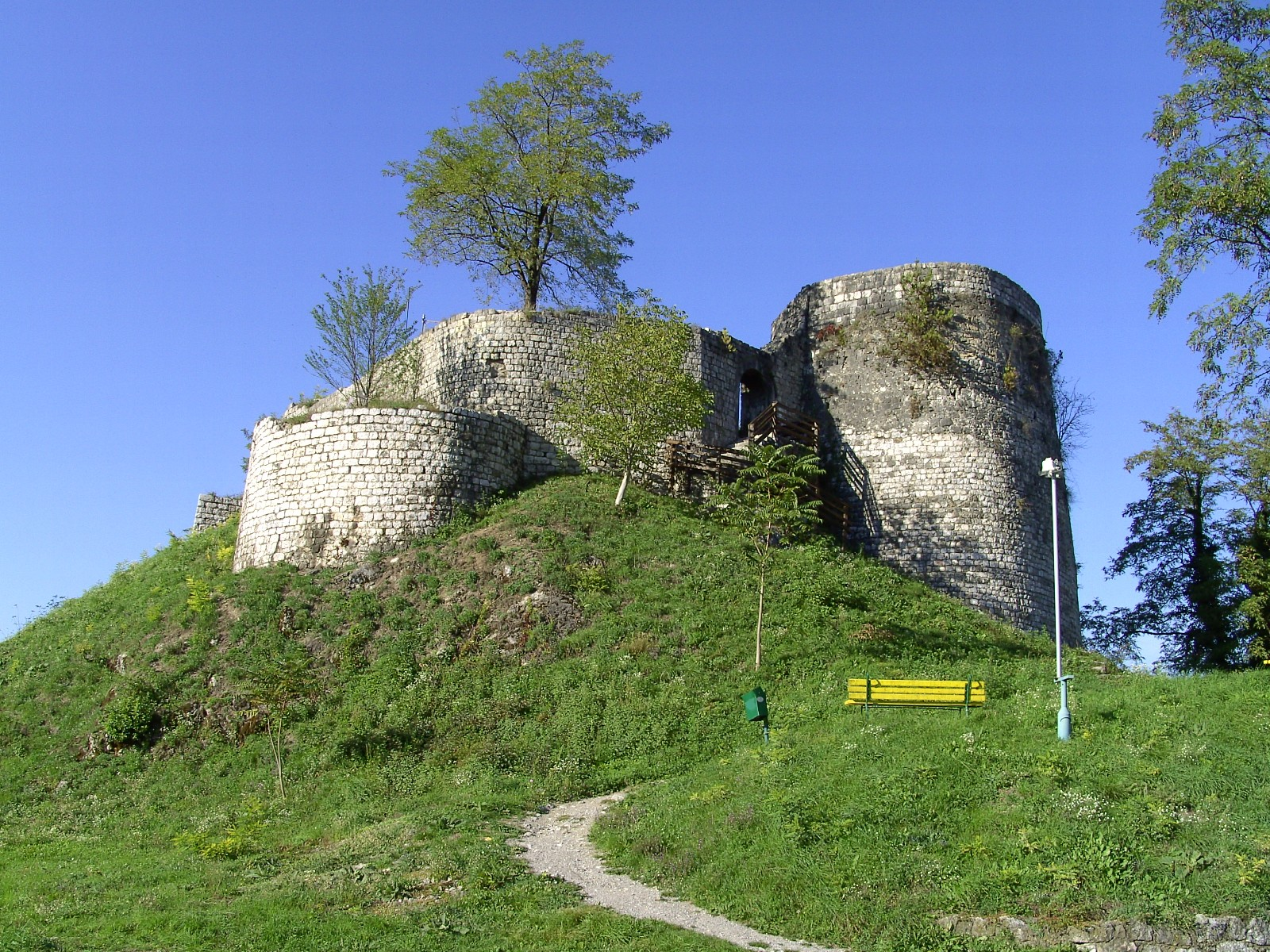
La forteresse de Bosanska Krupa

Après la guerre de Bosnie-Herzégovine et à la suite des accords de Dayton, une partie du territoire de Bosanska Krupa a été rattachée à la municipalité de Krupa na Uni, nouvellement créée et intégrée à la république serbe de Bosnie ; d'autres localités ont été regroupées pour former la municipalité de Bužim, intégrée à la fédération de Bosnie-et-Herzégovine.

## Localités

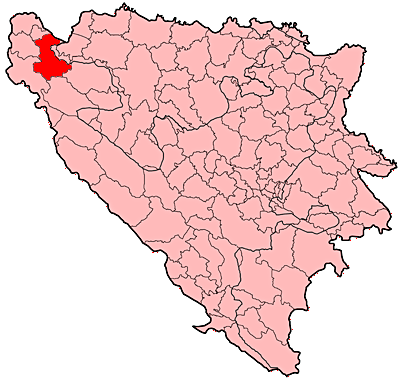
Localisation de la municipalité de Bosanska Krupa en Bosnie-Herzégovine

La municipalité de Bosanska Krupa compte 37 localités :
| - Arapuša - Banjani - Baštra - Benakovac - Bosanska Krupa - Donja Suvaja - Drenova Glavica - Glavica - Gorinja - Gornja Suvaja | - Gornji Bušević - Gornji Petrovići - Gudavac - Hašani - Ivanjska - Jasenica - Jezerski - Ljusina - Mahmić Selo - Mali Badić | - Mali Radić - Ostrožnica - Otoka - Perna - Pištaline - Potkalinje - Pučenik - Srednji Bušević - Srednji Dubovik - Velika Jasenica | - Veliki Badić - Veliki Dubovik - Veliki Radić - Vojevac - Voloder - Vranjska - Zalin |

## Démographie

### Villeintra muros

#### Évolution historique de la population dans la villeintra muros
| 1948 | 1953 | 1961  | 1971  | 1981   | 1991   | 2013   |
| ---- | ---- | ----- | ----- | ------ | ------ | ------ |
| -    | -    | 6 191 | 8 974 | 12 055 | 14 416 | 11 514 |

|  |

### Municipalité

#### Évolution historique de la population dans la municipalité
| 1961   | 1971   | 1981   | 1991   | 2013   |
| ------ | ------ | ------ | ------ | ------ |
| 46 020 | 50 856 | 55 229 | 58 320 | 29 659 |

#### Répartition de la population par nationalités dans la municipalité (1991)
En 1991, sur un total de 58 320 habitants, la population se répartissait de la manière suivante :

## Politique
À la suite des élections locales de 2012, les 25 sièges de l'assemblée municipale se répartissaient de la manière suivante :
| Parti                                                               | Sièges |
| ------------------------------------------------------------------- | ------ |
| Parti social-démocrate (SDP)                                        | 8      |
| Parti d'action démocratique (SDA)                                   | 7      |
| Parti d'activité démocratique (A-SDA)                               | 4      |
| Parti écologiste européen (E5 Zeleni)                               | 2      |
| Alliance pour un meilleur avenir de la Bosnie-Herzégovine (SBB BIH) | 2      |
| Parti pour la Bosnie-Herzégovine (SBiH)                             | 1      |
| Minorités nationales                                                | 1      |

Armin Halitović, membre du Parti social-démocrate (SDP), a été réélu maire de la municipalité,.

## Tourisme

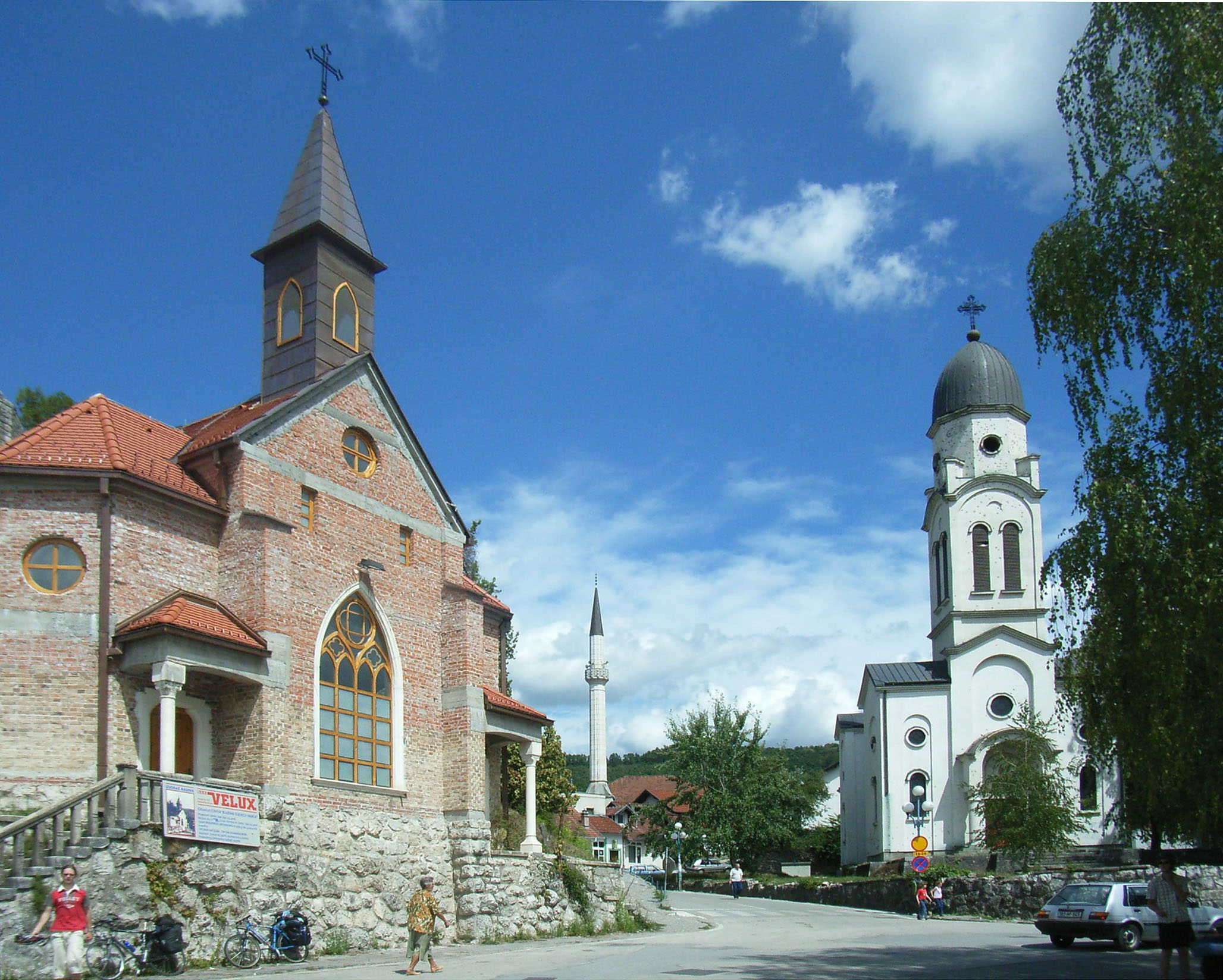
De gauche à droite : l'église catholique, la mosquée et l'église orthodoxe de Bosanska Krupa

## Personnalités
- Branko Ćopić, écrivain, poète, né à Hašani
- Armin Halitović, homme politique
- Džemaludin Čaušević, imam
- Elvis Mešić, footballeur
- Kosta Hakman, peintre
- Jelena Stanković, religieuse